# Ernst Schmutzer

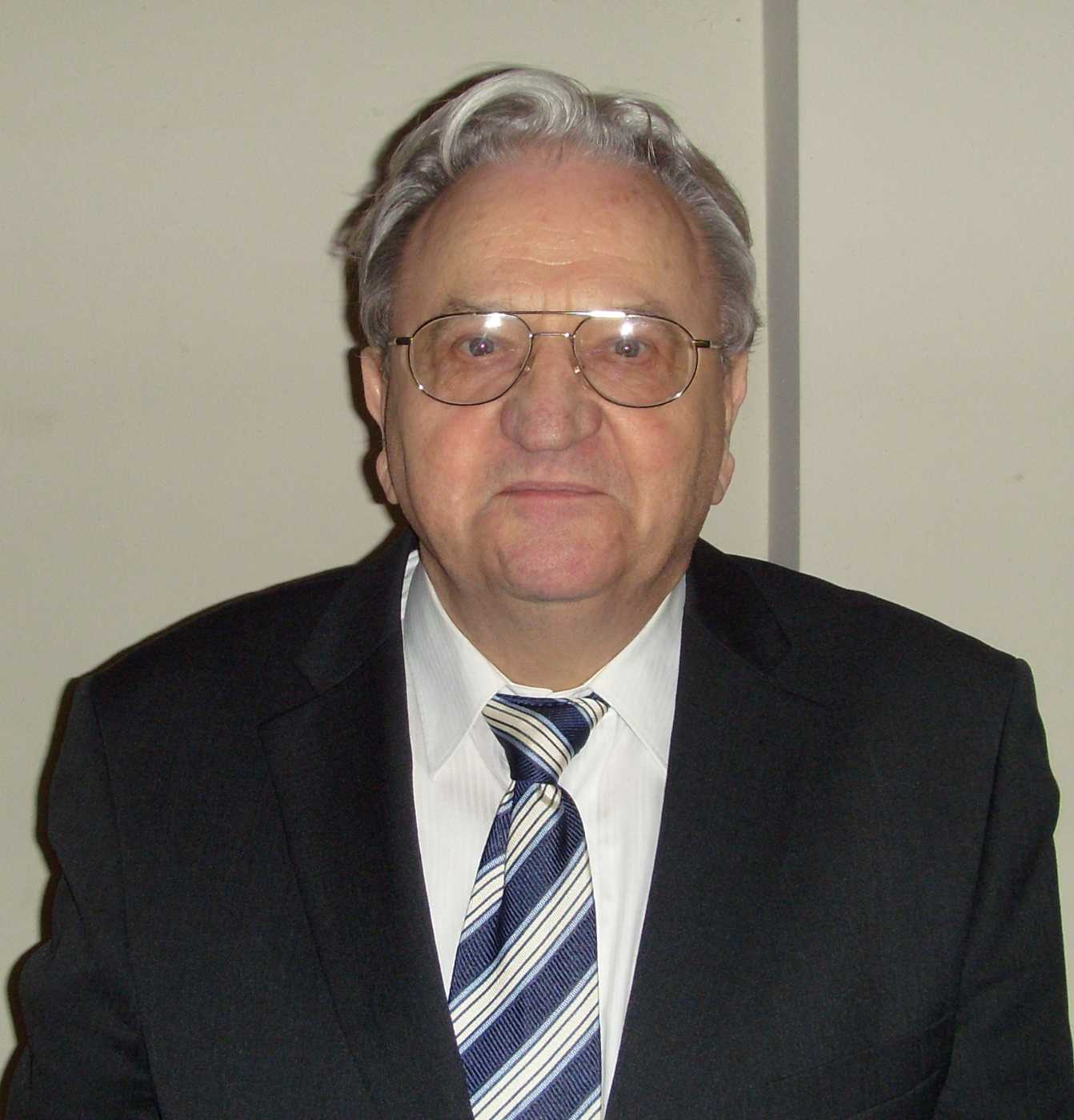
Ernst Schmutzer, 2010

Ernst Schmutzer (* 26. Februar 1930 in Labant, Tschechoslowakei; † 20. Februar 2022) war ein deutscher theoretischer Physiker.

## Leben und Wirken
Schmutzer ging in Labant, Pfraumberg und Mies in Böhmen, in Weiden in der Oberpfalz sowie in Waren an der Müritz, wo er 1949 Abitur machte, zur Schule. Er studierte an der Universität Rostock (Diplom 1953, Promotion bei Hans Falkenhagen 1955) und war dann ab 1957 Assistent an der Universität Jena, wo er sich 1958 habilitierte, 1959 Dozent und 1960 Professor für Theoretische Physik wurde. Von 1968 bis 1990 war er Leiter des Wissenschaftsbereiches „Relativistische Physik“. 1974 bis 1978 war er Dekan der Mathematisch-Naturwissenschaftlich-Technischen Fakultät. 1990 bis 1993 war er der 314. und erste frei gewählte Rektor der Universität Jena.
Schmutzer befasste sich mit Relativitätstheorie und Gravitationstheorie. Er untersuchte Erweiterungen der Allgemeinen Relativitätstheorie in einer zusätzlichen Raumdimension (von Schmutzer Projektive Einheitliche Feldtheorie genannt, in Verallgemeinerung von Ideen Theodor Kaluzas), also in fünf Raum-Zeit-Dimensionen, wobei sich ein zusätzliches massives Skalarfeld („Scalon“) ergibt, das nach Schmutzer zur Erklärung der in den 1990er Jahren beobachteten beschleunigten Expansion des Universums (als Kandidat der dunklen Energie) und der Pioneer-Anomalie dienen kann. In Schmutzers Theorie werden die Singularitäten der Allgemeinen Relativitätstheorie geglättet, so dass sich statt eines Urknalls ein sanfterer „Urstart“ (so Schmutzers Bezeichnung) ergibt.
Schmutzer war in der DDR einer der führenden theoretischen Physiker und eine international anerkannte Autorität für Gravitationsphysik, dem es auch gelang, zum 100. Geburtstag von Albert Einstein 1980 die „9. International Conference on General Relativity and Gravitation“ nach Jena zu holen. In Jena gründete er eine Schule von Gravitationsphysikern, die sich insbesondere durch die Untersuchung exakter Lösungen der einsteinschen Feldgleichungen einen Namen machte und der u. a. auch Hans Stephani, Dietrich Kramer und Eduard Herlt angehörten. Schmutzer schrieb auch ein umfangreiches Lehrbuch der theoretischen Physik sowie eine Einführung in die Relativitätstheorie. 2009 erschien sein neuestes Buch „Fünfdimensionale Physik“.
Schmutzer war seit 1949 Mitglied der SED, wurde aber 1958 im Rahmen innerparteilicher Streitigkeiten um die Reform des Sozialismus und der Hochschulpolitik in der DDR (und den Ausschluss von oppositionellen Studenten im Nachgang des Ungarn-Aufstands und von Ereignissen in Polen) ausgeschlossen. Das Staatssekretariat für Hoch- und Fachschulwesen schrieb damals:  Nach monatelangen Auseinandersetzungen mit Herrn Dr. Schmutzer, in denen sich insgesamt eine Geringschätzung der Politik gegenüber wissenschaftlicher Arbeit zeigte, kam die Grundorganisation zur Auffassung, daß Dr. Schmutzer als Mitglied der Partei nur schädlich sein kann, deshalb erfolgte sein Ausschluß. Das hatte aber wegen seiner wissenschaftlichen Leistungen und dem Rückhalt bei Kollegen keinen Einfluss auf seine Karriere, und er war einer der wenigen Wissenschaftler der DDR, die auch in den Westen reisen konnten; 1967 war er Gastprofessor am Queens College der Universität London.
Er war seit 1969 Mitglied der Leopoldina und 1990 bis 1992 korrespondierendes Mitglied der Akademie der Wissenschaften der DDR. Er war seit 1991 Mitglied der Sächsischen Akademie der Wissenschaften, seit 1995 war er ordentliches Mitglied der Naturwissenschaftlichen Klasse der Sudetendeutschen Akademie der Wissenschaften und Künste und seit 1990 Mitglied der Akademie gemeinnütziger Wissenschaften zu Erfurt.
1977 erhielt er die Carus-Medaille der Leopoldina und den Carus-Preis der Stadt Schweinfurt. 1978 bekam er die Verdienstmedaille der Karls-Universität Prag. 1980 bis 1990 war er Leitender Herausgeber der Zeitschrift „Experimentelle Technik der Physik“. 1981 erhielt er den Nationalpreis der DDR. 2005 wurde er von der Stadt Jena mit der Eintragung ins „Goldene Buch“ geehrt.
Schmutzer war Ehrenmitglied der Jenaischen Burschenschaft Arminia auf dem Burgkeller.

## Schriften
- Als Herausgeber verschiedener Bücher der Reihe Hochschulbücher für Physik
- Relativistische Physik. Teubner 1968
- Symmetrien und Erhaltungssätze der Physik. Berlin, Akademie Verlag 1972
- Galileo Galilei. Teubner 1979, Harri Deutsch 1989 (mit Wilhelm Schütz)
- Relativitätstheorie aktuell – ein Beitrag zur Einheit der Physik. Harri Deutsch 1981, Teubner, 1989, 1996, ISBN 3519032260
- Grundlagen der theoretischen Physik. Wiley-VCH, 3. Auflage, 2005, 2 Bände (rund 2300 Seiten), BI Verlag 1989 in 2 Bänden und in 2. Auflage Deutscher Verlag der Wissenschaften, Berlin 1991 in 4 Bänden
- Mathematik. Ein Kompendium für Physiker. Wiley-VCH 2003
- Projektive einheitliche Feldtheorie. Harri Deutsch 2004, ISBN 3-8171-1726-4
- Fünfdimensionale Physik – Projektive Einheitliche Feldtheorie mit Einbeziehung der Quantentheorie (Mechanik, Astrophysik, Kosmologie ohne Urknall, Spinoren) Wissenschaftsverlag Thüringen, Langewiesen, 2009, ISBN 978-3-936404-47-0